# Língua bembe
A língua bembe, tambpem chamada de língua beembe (Kibeembe), é uma língua banta falada por cerca de 100 mil pessoas no Congo-Brazavile. É intimamente relacionada a língua congo.
Maho (2009) considera o beembe, o camba-doondo e o gangala (ou hangala, gaangala, haangala) línguas distintas.
Não deve ser confundida com a língua bembe (ibembe) falada no leste do Congo-Quinxassa.

## Escrita
A língua usa o alfabeto latino sem as letras C, G, Q, C, X, Z. Usam-se as formas Bv, Dz, Pf, Ts e Mb, Mf, Mp My, Nd, Ng, Nk, Ns, Nt, Ny, Nz

## Amostra de texto
2.	Nde wabaleele ti: «Habaanaa lusaambila, lo luleelaa ti: "Taata, hemese nkuumbu yaaku yiduma; hemese kimfumu kyaaku kiisa.
3.	Tuha byandya byeetu bya kiluumbu, mpisi tsuku.
4.	Tuhemesene masumu meetu, bukuri beetu-meene se tukoohemisinaa mpisi watuyirikila dyadibi; na yaa tunata mu nsindukulu ko."» 
Português
2.	And he said unto them, When ye pray, say, Our Father which art in heaven, Hallowed be thy name. Thy kingdom come. Thy will be done, as in heaven, so in earth.
3.	Give us day by day our daily bread.
4.	And forgive us our sins; for we also forgive every one that is indebted to us. And lead us not into temptation; but deliver us from evil. - - Oração do Senhor - Lucas 11: 2-4 